# Libiamo ne’ lieti calici
Libiamo ne’ lieti calici („Więc pijmy na chwałę miłości”) – duet z I aktu opery Traviata Giuseppe Verdiego.
Alfred, poproszony o wzniesienie toastu, początkowo wzbrania się, lecz za namową Violetty zaczyna pieśń o radości, zabawie i miłości. Stopniowo dołączają do niego goście (chór), a następnie Violetta. W pewnym momencie śpiew staje się polemiką między Alfredem a Violettą (fragment ten wiele wnosi do rysu psychologicznego bohaterów). Duet ten jest powszechnie znany, głównie dzięki wspaniałej, radosnej muzyce.

## Libretto
Tekst włoski autorstwa Francesco Maria Piave.
Alfred:
Libiamo, libiamo ne’ lieti calici
che la belleza infiora.
E la fuggevol, fuggevol ora s'inebrii
a voluttà.
Libiamo ne' dolci fremiti
che suscita l'amore,
poiché quell'ochio al core omnipotente va.
Libiamo, amore, amore fra i calici
più caldi baci avrà.
Chór:
I calici più caldi baci avrà
I calici più caldi baci avrà
Violetta:
Tra voi tra voi saprò dividere
il tempo mio giocondo;
Tutto è follia, follia nel mondo ciò
che non è piacer.
Godiam, fugace e rapido
è il gaudio dell’amore,
è un fior che nasce e muore,
ne più si può goder.
Godiamo, c'invita, c'invita un fervido
accento lusighier.
Chór:
Godiamo, la tazza, la tazza e il cantico,
la notte abbella e il riso;
in questo, in questo paradiso ne scopra il nuovo dì.
Violetta:
La vita è nel tripudio
Alfredo:
quando non s'ami ancora.
Violetta:
Nol dite a chi l'ignora,
Alfredo:
È il mio destin così ...
Wszyscy:
Godiamo, la tazza, la tazza e il cantico
la notte abbella e il riso;
in questo, in questo paradiso ne scopra il nuovo dì.